# I-52 (tàu ngầm Nhật) (1942)
I-52 là một tàu ngầm tuần dương thuộc lớp Type C3 được Hải quân Đế quốc Nhật Bản chế tạo vào giai đoạn cuối Chiến tranh Thế giới thứ hai. Nó là chiếc tàu ngầm thứ hai của Hải quân Nhật mang cái tên này, sau khi chiếc I-52 thứ nhất được đổi tên thành I-152 vào năm 1942. Nhập biên chế vào cuối năm 1943, nó thực hiện một nhiệm vụ Yanagi nhằm trao đổi vật tư chiến lược, nhân sự và hàng hóa với Đức Quốc Xã. Dưới tên mã Momi, I-52 lên đường vào tháng 3, 1944 để hướng sang Châu Âu, gặp gỡ tàu ngầm U-530 ngoài khơi Tây Phi, nhưng bị các máy bay TBF Avenger từ tàu sân bay hộ tống Hoa Kỳ USS Bogue đánh chìm vào ngày 24 tháng 6, 1944 trước khi đi đến được cảng Lorient, Pháp. I-52 trở thành tàu ngầm Nhật Bản cuối cùng tham gia một nhiệm vụ Yanagi trong Thế Chiến II.

## Thiết kế và chế tạo

### Thiết kế
Tàu ngầm Type C3 là biến thể tàu ngầm vận tải dựa trên Type C2 dẫn trước, với ít hơn hai ống phóng ngư lôi, tăng thêm một khẩu hải pháo trên boong, và động cơ có công suất yếu hơn để nâng cao tầm xa hoạt động. Chúng có trọng lượng choán nước 2.605 tấn (2.564 tấn Anh) khi nổi và 3.702 tấn (3.644 tấn Anh) khi lặn, lườn tàu có chiều dài 108,7 m (356 ft 8 in), mạn tàu rộng 9,3 m (30 ft 6 in) và mớn nước sâu 5,1 m (16 ft 9 in). Con tàu có thể lặn sâu đến 100 m (328 ft).
Tàu ngầm Type C3 chỉ được trang bị hai động cơ diesel công suất 2.350 mã lực phanh (1.752 kW), mỗi chiếc vận hành một trục chân vịt. Khi lặn, mỗi trục được vận hành bởi một động cơ điện công suất 600 mã lực (447 kW). Khi di chuyển trên mặt nước nó đạt tốc độ tối đa 17,75 hải lý trên giờ (32,87 km/h; 20,43 mph) và 6,5 hải lý trên giờ (12,0 km/h; 7,5 mph) khi lặn dưới nước, tầm xa hoạt động của Type C là 27.000 hải lý (50.000 km; 31.000 mi) ở tốc độ 12 hải lý trên giờ (22 km/h; 14 mph), và có thể lặn xa 105 nmi (194 km; 121 mi) ở tốc độ 3 hải lý trên giờ (5,6 km/h; 3,5 mph).
Các con tàu có sáu ống phóng ngư lôi 53,3 cm (21,0 in), tất cả được bố trí trước mũi, và mang theo tổng cộng 19 quả ngư lôi. Vũ khí trên boong tàu bao gồm hai khẩu hải pháo 14 cm (5,5 in), cùng một pháo phòng không 25 mm Type 96 nòng đôi. Vào lúc nó hoàn tất, I-53 được trang bị radar Type 13 phòng không và radar Type 22 dò tìm mặt biển.

### Chế tạo
Được đặt hàng trong Chương trình Maru Tsui năm 1941, I-52 được đặt lườn như là chiếc Tàu ngầm số 625 tại Xưởng vũ khí Hải quân Kure ở Kure, Hiroshima vào ngày 18 tháng 3, 1942. Nó được đổi tên thành I-52 vào ngày 20 tháng 8, 1942, trở thành tàu ngầm thứ hai của Nhật Bản mang cái tên này, sau khi chiếc I-52 thứ nhất được đổi tên thành I-152 vào ngày 20 tháng 5, 1942. Con tàu được hạ thủy vào ngày 10 tháng 11, 1942, rồi hoàn tất và nhập biên chế vào ngày 28 tháng 12, 1943, dưới quyền chỉ huy của Trung tá Hải quân Uno Kaneo.

## Nhiệm vụ Yanagi
Theo tinh thần Hiệp ước Ba bên (Tripartite Pact) được ký kết giữa Đức Quốc Xã, Ý và Nhật Bản vào tháng 9, 1940, Nhật Bản trao đổi nhân sự, vật tư chiến lược và hàng hóa với Đức và Ý, thoạt tiên sử dụng tàu chở hàng, nhưng phải chuyển sang tàu ngầm khi các vùng biển bị lực lượng Đồng Minh phong tỏa.
Lần lượt đã tổ chức các chuyến: I-30 vào tháng 4, 1942; I-29 vào tháng 4, 1943; I-8 vào tháng 6, 1943; I-34 vào tháng 10, 1943; U-511 vào tháng 8, 1943; I-52 vào tháng 6, 1944; và U-234 vào tháng 5, 1945. Trong số này, I-30 đắm do trúng thủy lôi và I-34 bị tàu ngầm Anh HMS Taurus đánh chìm, sau đó I-52 chịu cùng chung số phận. Vào tháng 5, 1945, U-234 đang thực hiện chuyến đi cuối cùng khi Đức Quốc Xã đầu hàng, nên U-234 bị chiếm giữ tại Newfoundland, kết thúc việc trao đổi kỹ thuật với Nhật Bản.

### Hàng hóa giá trị
I-52 được biết đến như là "Tàu ngầm vàng" của Nhật Bản, vì nó vận chuyển hàng hóa vàng sang Đức để thanh toán những vật tư và kỹ thuật nhận được. Có nguồn cho rằng một đề nghị hòa bình cho phía Đồng Minh được mang trên tàu, nhưng điều này ít có khả năng xảy ra vì hai lý do: Không có chứng cứ cho thấy chính phủ Nhật Bản quan tâm đến đàm phán hòa bình vào giai đoạn này của cuộc xung đột; và phía Nhật Bản vẫn duy trì kênh đối thoại mở qua các tùy viên ngoại giao bằng vô tuyến hay gửi tài liệu ngoại giao trung chuyển qua Liên Xô (trung lập), nên không cần đến phương cách vận chuyển kéo dài và không chắc chắn sang Châu Âu bằng tàu ngầm này.
Người ta tin rằng 800 kg (1.800 lb) uranium oxide đang chờ đợi tại Lorient để được I-52 vận chuyển về Nhật Bản. Số vật tư này sẽ giúp Nhật Bản phát triển vũ khí phóng xạ (bom bẩn) để chống lại Hoa Kỳ. Lượng uranium oxide chưa làm giàu này không đủ để chế tạo một quả bom nguyên tử, nhưng có thể tạo ra những vật liệu phóng xạ dùng trong quân sự.
I-52 được dự định sẽ trang bị ống hơi tại Lorient. Ngoài ra khoảng 35 đến 40 tấn tài liệu mật, bản vẽ và vật tư chiến lược chờ đợi để được chiếc tàu ngầm vận chuyển về Nhật Bản. Chúng bao gồm ngư lôi G7es, động cơ máy bay Junkers Jumo 213 trang bị trên máy bay tiêm kích Focke-Wulf Fw 190D, thiết bị radar, bóng chân không, vòng bi, máy ngắm ném bom, hóa chất, hợp kim, kính quang học.

## Lịch sử hoạt động
Vào lúc nhập biên chế, I-52 được phối thuộc cùng Quân khu Hải quân Kure, và được phân về Hải đội Tàu ngầm 11. Đến tháng 1, 1944, Đô đốc Mineichi Koga, Tổng tư lệnh Hạm đội Liên hợp, chọn I-52 để thực hiện nhiệm vụ Yanagi sang Đức. 

### Chuyến đi sang Châu Âu
Khởi hành cho chuyến đi đầu tiên vào ngày 10 tháng 3, 1944, dưới quyền chỉ huy của Trung tá Uno Kaneo, I-52 xuất phát từ Kure, Hiroshima, ghé qua Sasebo trước khi hướng sang Singapore. Hàng hóa vận chuyển từ Nhật Bản bao gồm 9,8 tấn molybden, 11 tấn tungsten, 3 tấn thuốc phiện cùng 58 kg caffeine dùng trong y tế, đồng thời còn có 2,2 tấn vàng gồm 146 thỏi được chứa trong 49 thùng kim loại. Số vàng này được dùng để chi trả các giấy phép kỹ thuật của Đức. Nó cũng vận chuyển 14 hành khách, chủ yếu là các kỹ thuật viên Nhật Bản được gửi sang Đức để học hỏi kỹ thuật về pháo phòng không và động cơ cho xuồng phóng lôi.
Trong chặng dừng tại Singapore từ ngày 21 tháng 3, chiếc tàu ngầm chất lên tàu thêm 120 tấn thiếc, 59,8 tấn cao su thô, cùng 3,3 tấn quinin. Nó tiếp tục hành trình vào ngày 23 tháng 3, băng qua Ấn Độ Dương để tiến vào Đại Tây Dương.
Vào ngày 6 tháng 6, Chuẩn đô đốc Kojima Hideo, tùy viên hải quân Đại sứ quán Nhật Bản tại Berlin, thông báo cho I-52 sự kiện lực lượng Đồng Minh đã đổ bộ lên Normandy về phía Bắc nước Pháp, có thể ảnh hưởng đến kế hoạch ghé đến cảng Lorient. Chiếc tàu ngầm được khuyến cáo nên chuẩn bị cho việc đi đến một cảng tại Na Uy. Nó cũng được chỉ thị gặp gỡ một tàu ngầm Đức vào ngày 22 tháng 6, tại tọa độ 15°B 40°T / 15°B 40°T. I-52 hồi đáp và báo cáo vị trí hiện tại của nó ở tọa độ 35°B 23°T / 35°B 23°T. Tuy nhiên các bức điện này đã bị tình báo tín hiệu Đồng Minh chặn và giải mã, và I-52 đã bị theo dõi sát ngay từ lúc nó rời Singapore, nên một lực lượng đặc nhiệm đã được giao nhiệm vụ đánh chặn I-52.
Trong đêm 22 tháng 6, lúc khoảng 21 giờ 15 phút (GMT), ở vị trí khoảng 850 nmi (1.570 km) về phía Tây quần đảo Cabo Verde ngoài khơi bờ biển Tây Phi, I-52 gặp gỡ chiếc U-530, một tàu U-boat Type IXC/40 do Đại úy Hải quân Kurt Lange chỉ huy. I-52 được U-530 tiếp thêm nhiên liệu, và cung cấp một máy dò radar Naxos FuMB 7, một máy mật mã Enigma; U-530 cũng cử sang I-52 hai hạ sĩ quan vận hành radar cùng một sĩ quan liên lạc, Đại úy Alfred Schafer, cho hành trình băng qua vịnh Biscay. Sau đó U-530 tách ra để hướng sang Trinidad, còn I-52 đi trên mặt nước để hướng đến Lorient.

### Bị mất
Một đội đặc nhiệm tìm-diệt tàu ngầm của Hải quân Hoa Kỳ được hình thành chung quanh tàu sân bay hộ tống USS Bogue, bao gồm năm tàu hộ tống khu trục USS Francis M. Robinson, USS Haverfield, USS Swenning, USS Willis và USS Janssen, đang trên đường từ Hoa Kỳ đi sang Châu Âu, được lệnh đánh chặn và tiêu diệt chiếc tàu ngầm Nhật Bản. Dưới quyền chỉ huy của Đại tá Hải quân Aurelius B. Vosseller, đội tìm-diệt xuất phát từ cảng Casablanca, Maroc vào ngày 15 tháng 6.
Đơn vị đi đến địa điểm vào chiều tối ngày 23 tháng 6, và Bogue cho phóng các máy bay TBF Avenger lúc khoảng 23 giờ 00 để truy tìm mục tiêu. Lúc khoảng 23 giờ 40 phút, một chiếc Avenger do Thiếu tá Hải quân Jesse D. Taylor chỉ huy phát hiện một mục tiêu đang di chuyển trên mặt nước qua radar, nên đã thả pháo sáng và ném mìn sâu tấn công, buộc tàu ngầm đối phương phải lặn xuống. Chiếc Avenger tiếp tục thả phao sonar để theo dõi mục tiêu, và khi dò thấy âm thanh chân vịt của tàu ngầm, nó lại tấn công với một quả ngư lôi dò âm Mark 24 FIDO, nghe thấy tiếng nổ khi quả ngư lôi đánh trúng mục tiêu và âm thanh thân tàu ngầm bị ép vỡ.
Một chiếc Avenger khác do Trung úy Hải quân William "Flash" Gordon chỉ huy bay đến nơi để thay phiên cho Thiếu tá Taylor, và đến khoảng 01 giờ 00 ngày 24 tháng 6, họ nghe thấy âm thanh rất nhẹ của chân vịt tàu ngầm dò được qua phao sonar. Đại tá Vosseller ra lệnh tiếp tục tấn công, và Trung úy Gordon thả thêm một quả ngư lôi FIDO thứ hai tại vị trí được cho là của chiếc tàu ngầm, nhưng không ghi nhận thêm tiếng nổ nào. Đến sáng hôm đó, các tàu hộ tống khu trục Janssen và Haverfield đi đến hiện trường tại tọa độ 15°16′B 39°55′T / 15,267°B 39,917°T. Họ tìm thấy một mảng dầu loang lớn, mảnh vỡ, cao su thô, lụa và những mảnh xác người. Do không thể xác định tàu đối phương có bị đánh chìm sau đợt tấn công đầu tiên hay không, chiến công tiêu diệt I-52 được Hải quân Hoa Kỳ ghi nhận cho cả Gordon và Taylor.
Sau chiến tranh, việc phân tích những âm thanh ghi lại trong trận đánh cho phép kết luận quả ngư lôi FIDO do Thiếu tá Taylor thả đã phá hủy I-52, còn tiếng chân vịt mà Trung úy Gordon nghe thấy đến từ tàu ngầm U-530, vốn đang ở cách xa 20 mi (32 km), và âm thanh được truyền dẫn đến phao sonar qua một "kênh bề mặt".
Đến ngày 30 tháng 8, 1944, Hải quân Đức Quốc xã chính thức công bố I-52 bị mất trong vịnh Biscay vào ngày 25 tháng 7, với tổn thất toàn bộ 95 thành viên thủ thủ đoàn, 14 hành khách và ba sĩ quan Hải quân Đức trên tàu. Hải quân Đế quốc Nhật Bản công bố I-52 bị mất tích vào ngày 2 tháng 8, 1944, và rút tên nó khỏi đăng bạ hải quân vào ngày 10 tháng 12, 1944.

## Khám phá xác tàu đắm
Vào cuối năm 1994, một hoạt động trục vớt mang tên Dự án Orca được thực hiện nhằm tìm kiếm xác tàu đắm của I-52 và tìm cách thu hồi số vàng trên tàu, có sự tham gia của con tàu nghiên cứu Nga Akademik Keldysh, nhưng cho đến tháng 3, 1995 dự án đã hầu như thất bại. Không lâu sau đó, vào mùa Xuân năm 1995, Paul Tidwell, cộng tác với công ty thám hiểm Meridian Sciences, Inc. (sau đổi tên thành Nauticos Corp.) đã tìm thấy xác tàu đắm ở độ sâu 17.000 ft (5.200 m) trong tư thế gần như thẳng đứng.  Vị trí của xác tàu đắm ở cách xa 20 mi (32 km) so với tọa độ mà Hải quân Hoa Kỳ báo cáo, nhưng chỉ sai nữa dặm so với tính toán của Meridian, vốn dựa trên nhật ký hải trình của các tàu Hoa Kỳ và Đức. Tháp chỉ huy của con tàu còn nguyên vẹn, và số hiệu vẫn còn nhìn thấy. Mũi tàu bị vỡ, có thể do va chạm với đáy biển lúc đắm, và thân tàu bị thủng một lổ lớn ngay sau tháp chỉ huy, có thể do một trong các quả ngư lôi đánh trúng.
Chính phủ Nhật Bản thoạt tiên phản đối ý định trục vớt con tàu và thu hồi vàng, cho rằng xác tàu đắm là nấm mồ của những người đã tử trận. Tidwell phải làm việc với các giới chức thẩm quyền Nhật Bản để được phép tiếp cận xác tàu đắm. Một hộp kim loại tại khu vực xác tàu đắm được vớt với hy vọng tìm thấy vàng, nhưng đã gây thất vọng cho những nhà thám hiểm khi chỉ chứa nha phiến. Tidwell dự định quay trở lại để trục vớt con tàu vào tháng 11, 2005 hay tháng 5, 2006, nhưng cho đến tháng 3, 2021, dự định này vẫn chưa được thực hiện.